# USS Alden (DD-211)
L'USS Alden (DD-211) est un destroyer de classe Clemson mis en service dans l'United States Navy au début des années 1920.

## Historique
Après un séjour en Europe en 1920, il rejoint l'United States Asiatic Fleet, arrivant à Manille, aux Philippines, le 2 février 1921. Il patrouille pendant plusieurs mois dans le fleuve Yangtze et au large des côtes du sud de la Chine avant de retourner à Manille où il opère avec des sous-marins de la flotte Asiatique. À la fin de 1922, il rentre aux États-Unis, atteignant San Francisco le 24 janvier 1923 pour y être désarmé.
Remis en service le 8 mai 1930 et affecté à la Pacific Fleet, l'Alden prend part à la bataille de la mer de Java en 1942. Plus tard, il protégea des convois face aux attaques des sous-marins japonais.
En avril 1943, il navigue par le canal de Panama vers les Caraïbes. En 1944, il est assigné à l'escorte du l'USS Guadalcanal, escortant plus tard des convois dans l'Atlantique et en Méditerranée.
Il est désarmé le 20 juillet 1945, rayé des listes le 13 août 1945 et vendu pour la ferraille le 30 novembre 1945.
L'USS Alden a reçu 3 Battle Stars pour son service durant la Seconde Guerre mondiale.